# Baby Reindeer
Baby Reindeer (bra: Bebê Rena; prt: Baby Reindeer) é uma minissérie britânica de humor ácido, drama e suspense, criada e protagonizada por Richard Gadd. Baseada em sua própria experiência ao ser perseguido e abusado sexualmente aos vinte anos, a produção é uma adaptação de seu monólogo autobiográfico. Dirigida por Weronika Tofilska e Josephine Bornebusch, a série também é estrelada por Jessica Gunning, Nava Mau e Tom Goodman-Hill. Foi lançada em 11 de abril de 2024 na Netflix, teve uma audiência expressiva e foi amplamente elogiada pela crítica.
Baby Reindeer venceu seis Primetime Emmy Awards, incluindo Melhor Série Limitada, Melhor Roteiro para Gadd, Melhor Ator em Minissérie para Gadd e Melhor Atriz Coadjuvante para Gunning. A série também conquistou dois prêmios Globo de Ouro: Melhor Minissérie ou Telefilme e Melhor Atriz Coadjuvante em Televisão para Gunning.

## Premissa
O aspirante a comediante Donny Dunn trabalha como barman em um pub de Londres. Um dia, ele oferece uma xícara de chá a uma cliente chamada Martha, tentando animá-la. A partir disso, Martha desenvolve um apego obsessivo por Donny e começa a persegui-lo, tanto pessoalmente quanto virtualmente. Anos antes, Donny era orientado por Darrien O'Connor, um roteirista televisivo que lhe fornecia drogas. Durante apagões causados pelo uso dessas substâncias, Darrien abusava sexualmente de Donny de forma recorrente, incluindo estupros, até que eles cortaram contato. A trama gira em torno de Donny, que tenta escapar da obsessão de Martha enquanto também lida com os efeitos persistentes de traumas passados.

## Elenco e personagens

### Principais
- Richard Gadd como Donald "Donny" Dunn, uma adaptação fictícia de Gadd
- Jessica Gunning como Martha Scott, uma ex-advogada stalker e com um passado criminoso
- Nava Mau como Teresa "Teri", uma terapeuta americana que Donny conhece em um site de namoro trans
- Tom Goodman-Hill como Darrien O'Connor, um roteirista televisivo que promete fama a Donny

### Recorrentes
- Nina Sosanya como Liz, mãe de Keeley e "proprietária" de Donny
- Michael Wildman como Greggsy, dono do pub onde Donny trabalha
- Danny Kirrane como Gino, colega de trabalho de Donny
- Thomas Coombes como Oficial Daniels, um policial incompetente a quem Donny pede ajuda
- Shalom Brune-Franklin como Keeley, ex-namorada de Donny

### Participações
- Amanda Root como Elle, mãe de Donny
- Mark Lewis Jones como Gerry, pai de Donny
- Hugh Coles como Francis, amigo de Donny da escola de teatro
- Will Hislop como Billy, um colega comediante
- Alexandria Riley como Detetive Culver, a detetive responsável pelo caso de Donny
- Josh Finan como Diggsy, um novo funcionário do pub
- Tom Durant Pritchard como Jason, apresentador do clube de comédia
- Laura Smyth como Glenda, mestre de cerimônias da competição de comédia

## Episódios
| N.º | Título                   | Dirigido por         | Escrito por  | Lançamento          |
| --- | ------------------------ | -------------------- | ------------ | ------------------- |
| 1 | "Episode 1" "Episódio 1" | Weronika Tofilska    | Richard Gadd | 11 de abril de 2024 |
| Em 2015, enquanto trabalhava em um pub em Londres, o comediante meio fracassado Donny Dunn oferece uma xícara de chá grátis a uma cliente em aparente sofrimento. A mulher, Martha Scott, passa a frequentar o local regularmente, afirmando ser uma advogada rica e divertindo Donny com suas histórias. Ela se mostra cada vez mais insinuante, chamando-o de "Baby Reindeer" (em português: "Bebê Rena") e outros apelidos. Martha começa a enviar centenas de e-mails por dia, deixando Donny desconfortável. Ele, a contragosto, a convida para um café, mas se assusta com um surto público dela. Ao segui-la até em casa, descobre que ela vive em um apartamento desorganizado e bagunçado num conjunto habitacional e foge quando ela percebe sua presença. Martha interpreta isso como um avanço no relacionamento dos dois. Ela aparece de surpresa em uma apresentação local de comédia de Donny, e suas interrupções acabam ajudando-o a se classificar para a semifinal do concurso. Martha declara seu amor, tem outro surto quando Donny tenta recusá-la educadamente e, em seguida, envia um pedido de amizade no Facebook. Donny descobre que ela tem condenações por perseguição — mesmo assim, aceita o pedido. |                          |                      |              |                     |
| 2 | "Episode 2" "Episódio 2" | Weronika Tofilska    | Richard Gadd | 11 de abril de 2024 |
| Donny está secretamente namorando Teri, uma terapeuta americana transsexual. Apesar de ter buscado intencionalmente uma parceira trans, ele sente vergonha de seus sentimentos e mentiu para Teri, dizendo que seu nome é Tony e que trabalha como pedreiro. Enquanto isso, a perseguição de Martha se intensifica. Ela passa a comentar em todas as fotos do perfil de Donny no Facebook e, com ciúmes, envia mensagens abusivas e de assédio para a ex-namorada dele, Keeley, cuja mãe, Liz, é a proprietária do imóvel onde Donny mora. Martha também começa a segui-lo até em casa após seus turnos no pub. Teri insiste para que Donny procure a polícia, mas ele recusa, acreditando que Martha é inofensiva. Ele tenta convencer seus colegas de trabalho a bani-la do pub, mas um deles, como uma brincadeira, envia uma resposta do perfil de Donny pedindo sexo anal, o que faz Martha acreditar que seus sentimentos são correspondidos. Donny tem um encontro bem-sucedido com Teri enquanto está sob efeito de cocaína, mas quando ela pede um beijo em público, ele entra em pânico e a abandona no metrô Underground. Ao voltar para casa, é seguido por Martha, que o encurrala contra a parede e apalpa sua virilha. |                          |                      |              |                     |
| 3 | "Episode 3" "Episódio 3" | Weronika Tofilska    | Richard Gadd | 11 de abril de 2024 |
| Donny confessa suas mentiras e revela seu verdadeiro nome para Teri, que, furiosa, o manda embora. Enquanto isso, Martha se aproxima de Liz usando um nome falso e chega a deixar uma foto sua seminua no quarto de Donny. Ele a ameaça com a polícia, e ela desaparece de sua casa e do pub, apenas para reaparecer diariamente em um ponto de ônibus em frente à residência dele. Donny começa a sentir pena de Martha ao vê-la em um aparente estado dissociativo, adoecida por ficar muito tempo no frio, mas ainda assim pede que ela o deixe em paz, fingindo terminar um relacionamento na tentativa de oferecer algum tipo de encerramento. O contato dela cessa por um breve período. Teri comparece à semifinal do concurso de comédia, disposta a dar uma nova chance a Donny. No entanto, a apresentação dele é interrompida por Martha, que começa a provocá-lo da plateia e entra em um acesso de fúria quando ele a ridiculariza no palco. Ela é expulsa do local, mas depois tenta invadir o camarim de Donny e persegue ele e Teri. Apesar disso, Donny e Teri decidem retomar o namoro. Durante um encontro, Martha reaparece furiosa, profere uma série de insultos xenofóbicos e transfóbicos e agride Teri, arrancando um tufo de seu cabelo. |                          |                      |              |                     |
| 4 | "Episode 4" "Episódio 4" | Weronika Tofilska    | Richard Gadd | 11 de abril de 2024 |
| Seis meses depois, Donny tenta denunciar Martha à polícia. Quando o policial pergunta por que ele demorou tanto para procurá-los, Donny se lembra de eventos de alguns anos antes. Quando era apenas um jovem comediante em Edimburgo, ele conheceu Darrien, roteirista de uma série de sucesso que já trabalhou com os ídolos de comédia de Donny. Darrien passa a ser seu mentor e o incentiva a se mudar para Londres, mas desaparece repentinamente. Donny vai para Oxford, entra numa escola de teatro e se muda com Keeley. Algum tempo depois, Darrien retoma o contato e passa a orientar Donny na escrita de um episódio piloto para a televisão. Sem perceber que está sendo manipulado e abusado, Donny passa fins de semana inteiros no apartamento de Darrien, que o incentiva a usar drogas e o agride sexualmente enquanto ele está chapado. Durante essas "sessões de trabalho", Donny desmaia e, em uma ocasião, é estuprado por Darrien enquanto está sob efeito de LSD e GHB. Donny finalmente se afasta de Darrien, mas o trauma destrói seu relacionamento com Keeley. Sentindo-se confuso e revoltado, ele se envolve em sexo impulsivo e inseguro com diversas pessoas, independentemente do gênero. Embora perceba que sente atração por homens, associa esse desejo à violência que sofreu e sente vergonha. No presente, tomado pela culpa por nunca ter denunciado Darrien, Donny não consegue dar à polícia um relato preciso sobre a perseguição de Martha. |                          |                      |              |                     |
| 5 | "Episode 5" "Episódio 5" | Josephine Bornebusch | Richard Gadd | 11 de abril de 2024 |
| Martha é banida do pub onde Donny trabalha após causar uma "cena". Depois de jogar algo em Keeley na rua, Liz pede para Donny deixar sua casa. Ele se muda para um apartamento com colegas da escola de teatro, mas fica frustrado ao descobrir que eles fazem festas regadas a drogas todas as noites. Donny passa a passar mais tempo com Teri, escondido no apartamento dela, e se assume bissexual pela primeira vez. O relacionamento dos dois começa a sofrer devido ao trauma de Teri com o ataque de Martha e à disfunção erétil de Donny, causada pelos abusos de Martha e Darrien. Teri o convence a denunciar Martha novamente. Na delegacia, ele finalmente consegue que um policial pesquise o histórico dela. Ao descobrir que Martha tem condenações anteriores, a polícia passa a levar o caso a sério. Martha coopera com as autoridades e interrompe o contato com Donny. No entanto, ele começa a obcecar por ela, se masturba com uma foto dela e fantasia estar fazendo sexo com ela. Isso o ajuda a ter relações com Teri novamente, e o relacionamento deles melhora. Pouco depois, a mãe de Donny deixa uma mensagem de voz desesperada, dizendo que Martha lhe contou que ele estava hospitalizado após um acidente. |                          |                      |              |                     |
| 6 | "Episode 6" "Episódio 6" | Josephine Bornebusch | Richard Gadd | 11 de abril de 2024 |
| Donny fica horrorizado ao perceber que Martha começou a assediar seus pais, acusando seu pai de ser pedófilo, o que causou problemas no trabalho dele. Quando a polícia não oferece ajuda, Donny tenta atrair Martha para violar a ordem de não contato. No entanto, Martha grava todas as interações deles, e Donny é advertido pela polícia. Como resultado, Teri termina o relacionamento com ele. No dia anterior à sua apresentação na final do concurso de comédia, Martha retorna ao pub de Donny para assediá-lo. Quando ele menciona as acusações de perseguição anteriores, ela o ataca, jogando um copo em seu rosto. Seus colegas de trabalho o convencem a não registrar queixa, o que revelaria a má administração do pub, e ele concorda. No concurso, Donny desiste de sua apresentação após uma piada não ter o efeito esperado e, em vez disso, desaba no palco, confessando ao público em detalhes francos sua culpa, vergonha e autodesprezo após o abuso, o assédio e a má gestão de seu relacionamento com Teri, antes de sair do teatro. NOTA: O episódio é dedicado em memória de Llewellyn Harrison, um técnico apoiador que trabalhou na série. |                          |                      |              |                     |
| 7 | "Episode 7" "Episódio 7" | Josephine Bornebusch | Richard Gadd | 11 de abril de 2024 |
| Um vídeo da confissão de Donny se torna viral, impulsionando significativamente sua carreira. Ele impensadamente define uma mensagem de ausência temporária em seu e-mail que inclui seu número de telefone, fazendo com que Martha tenha acesso a ele, lhe deixando centenas de mensagens de voz. Quando ela ameaça contar aos seus pais sobre seu abuso sexual e sua sexualidade, ele viaja para Fife, Escócia, e conta tudo para seus pais. Seu pai revela que, ao crescer na Igreja Católica, também foi vítima de abuso sexual. Após isso, Donny passa uma semana reconfortante com eles. Martha começa a ligar para Donny incessantemente, deixando-lhe centenas de mensagens de voz. A polícia sugere que ele ouça as mensagens de voz e denuncie quaisquer ameaças. Com o passar dos meses, seu hábito de ouvir as mensagens de voz de Martha se torna uma obsessão quando ele mais uma vez começa a ter pena dela e a catalogar suas mensagens. No entanto, após Martha deixar uma mensagem ameaçando esfaquear seus pais, Donny finalmente a denuncia. Martha é sentenciada a nove meses de prisão e cinco anos de liberdade condicional. Donny nunca mais a vê. Ele luta para se adaptar a um mundo sem a presença constante de Martha, fecha-se em casa e continua construindo uma sequência de acontecimentos em seu relacionamento com Martha. Seus colegas de quarto ligam para Keeley, que, preocupados com sua saúde mental, pedem que ele volte para a casa de Liz. Donny desiste da comédia e, a pedido de Keeley, se muda de volta para a casa de Liz. Ao encontrar o roteiro que estava escrevendo para Darrien, Donny visita Darrien, mas falha em confrontá-lo, conversando educadamente com ele. Darrien, após ver o vídeo de Donny, lhe oferece um emprego de roteirista. Donny aceita, mas sofre um ataque de pânico depois. Parando em um pub, ele escuta uma mensagem de voz onde Martha explica que o chama de "Bebê Rena" porque ele lhe lembra um ursinho de pelúcia que ela abraçava quando seus pais brigavam na infância, sendo a sua única lembrança positiva dessa época. Donny desaba em lágrimas e pede uma bebida, mas percebe que esqueceu sua carteira. Simpático e com pena de Donny, o barman oferece a bebida de graça, lembrando seu primeiro encontro com Martha. |                          |                      |              |                     |

## Produção

### Desenvolvimento
A série foi anunciada em dezembro de 2020, com Richard Gadd escrevendo e protagonizando. O estúdio Clerkenwell Films ficou encarregado da produção. Weronika Tofilska foi escalada como diretora em agosto de 2022. Em março de 2023, Josephine Bornebusch foi anunciada como diretora adicional.

### Seleção de elenco
Richard Gadd já estava escalado no momento do anúncio da série. Jessica Gunning foi escalada em 26 de agosto de 2022. Nava Mau foi anunciada como parte do elenco em março de 2023.

### Filmagens

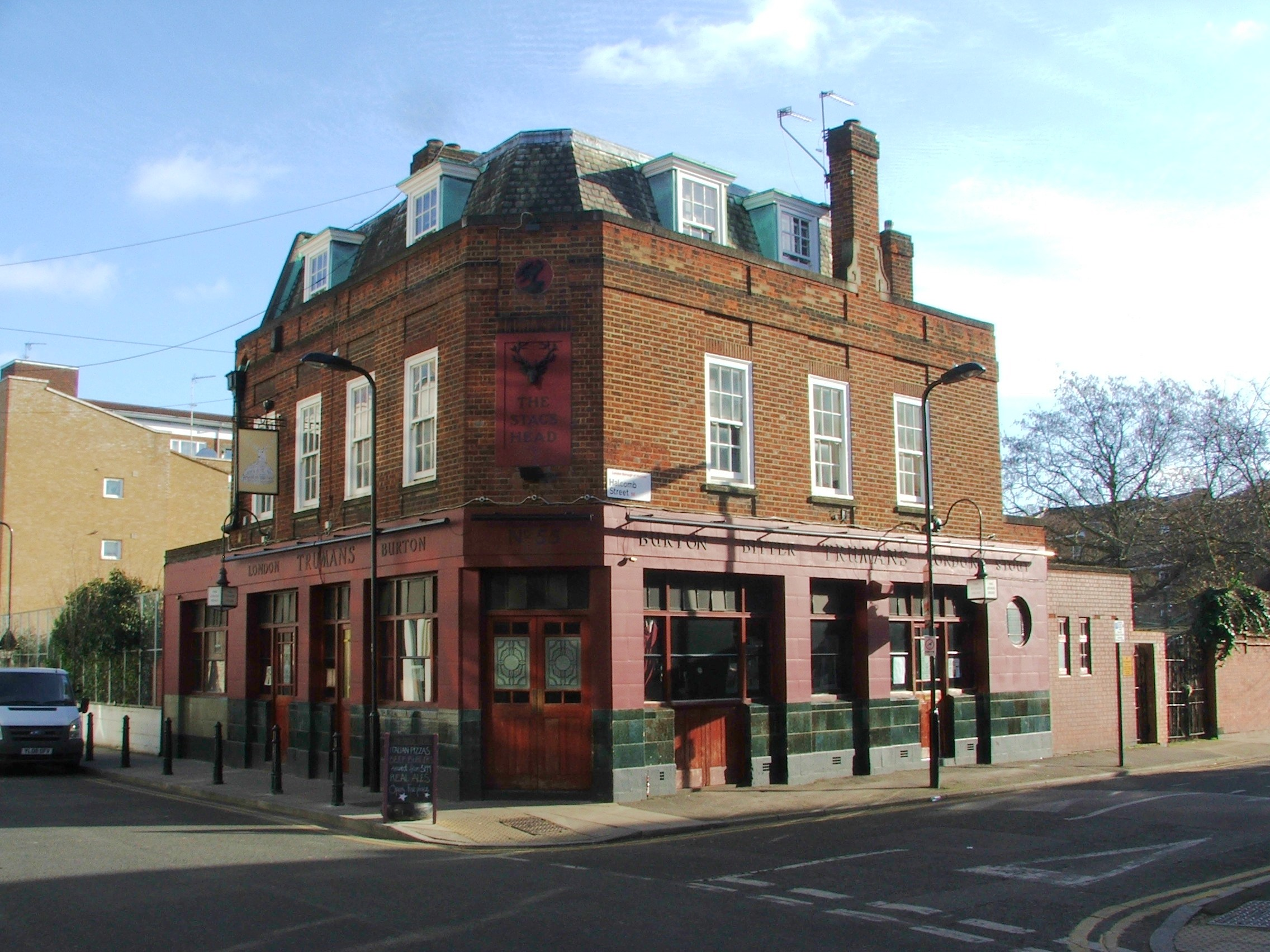
O Stag's Head, em Hoxton, serviu como o exterior do pub Heart

As filmagens começaram em meados de agosto de 2022, em Grassmarket, Edimburgo, e continuaram em Londres em setembro.
Entre os locais de gravação em Londres, destacam-se o pub Stag's Head, em Hoxton, que foi usado para as cenas externas do pub Heart, o Regent's Canal, em Haggerston, e o Royal Vauxhall Tavern. Os shows de stand-up de Donny foram filmados no Bethnal Green Working Men's Club, no Rivoli Ballroom em Brockley e no The Comedy Store em Leicester Square. O apartamento de Darrien foi filmado dentro do Marsham Court, em Victoria. Em Edimburgo, o pub Hoppy, em Meadowbank, serviu como a parte externa do local do Festival Fringe para o show de comédia de Donny (as cenas internas foram filmadas no Army & Navy pub, em Stoke Newington, Londres). Outros locais externos incluem o Royal Mile e o Grassmarket, onde Donny é mostrado caminhando pela rua em meio às atividades do festival.
As filmagens foram concluídas no início de março de 2023.

## Lançamento
Todos os sete episódios foram lançados em 11 de abril de 2024 na Netflix.

## Recepção

### Audiência
Baby Reindeer estreou em quinto lugar no Top 10 de títulos em língua inglesa da Netflix na semana de 8 a 14 de abril de 2024, com 10,4 milhões de horas assistidas. Na semana seguinte, subiu para a primeira posição, alcançando 52,8 milhões de horas vistas. A série manteve-se no topo durante a terceira e quarta semanas, com 87,4 e 73,6 milhões de horas assistidas, respectivamente. A produção chegou ser a mais vista na Netflix em 76 países.

### Recepção da crítica
A série foi amplamente aclamada pela crítica. No site agregador de críticas Rotten Tomatoes, 99% dos 68 críticos deram avaliações positivas, com uma classificação média de 8,7/10. O consenso do site diz: "Uma obra marcante de autoficção do criador e protagonista Richard Gadd, Baby Reindeer pode ser pesado de assistir, mas recompensa ricamente o público com sua complexidade emocional e atuações excelentes." No Metacritic, a série possui uma média ponderada de 88 de 100, com base em 18 críticas, indicando "aclamação universal".
Harry Brocklehurst, do The Tab, descreveu a série como "sombria e engraçada, profundamente perturbadora e bastante comovente". Ele também criticou parte do público, chamando-os de "sem noção" por tentarem expor a mulher real que teria inspirado a personagem Martha e por especularem sobre quais perfis nas redes sociais poderiam pertencer a ela. O site alemão queer.de escreveu: "O hype não é à toa. Mas essa série exige nervos fortes! Melhor não assistir sozinho…"

## Controvérsias
Fãs começaram a especular nas redes sociais sobre as possíveis pessoas que teriam inspirado os personagens fictícios da série. Em abril de 2024, Richard Gadd pediu que o público parasse com qualquer tipo de especulação. Após ser falsamente apontado on-line como a pessoa real que teria inspirado o personagem Darrien, o diretor de teatro Sean Foley denunciou as acusações à polícia, que abriu uma investigação sobre o caso. Gadd confirmou que Foley não foi a inspiração para o personagem.
Em 8 de maio de 2024, Fiona Harvey confirmou ser a "verdadeira Martha" por meio de uma publicação na conta do X de Piers Morgan, um dia antes de aparecer em seu talk show on-line Piers Morgan Uncensored. Durante a entrevista, exibida em 9 de maio, Harvey, uma escocesa de 59 anos com formação em Direito, afirmou ser a pessoa que inspirou a personagem Martha. Tweets antigos de uma conta associada a Harvey aumentaram as ligações feitas por fãs entre ela e a personagem, incluindo uma menção a "pendurar cortinas", uma expressão com conotação sexual que foi usada no roteiro de Baby Reindeer. Durante a entrevista no Uncensored, Muir-Harvey afirmou que encontrou Gadd várias vezes no pub The Hawley Arms, em Camden Town, mas negou ter enviado 41 mil e-mails a ele ou ter ido até sua casa, como é retratado da personagem inspirada nela na série. Ela também disse que pretendia entrar com uma ação judicial por difamação contra Gadd e a Netflix, por afirmarem que a série é "uma história real" e darem a entender que ela foi condenada por perseguição e abuso sexual, como acontece com a personagem Martha na trama. Harvey disse ter enviado até 10 e-mails, uma carta e alguns tweets para Gadd. Posteriormente, afirmou ter recebido £ 250 para participar da entrevista e disse que se sentiu "um pouco usada" após a exibição. A entrevista gerou críticas, com pessoas questionando a ética do evento.
Laura Wray, advogada e viúva do político escocês Jimmy Wray, declarou que chegou a empregar Harvey brevemente em seu escritório de advocacia em 1997. Após ser demitida, Harvey teria feito publicações ofensivas nas redes sociais direcionadas a Wray.
Em 6 de junho de 2024, Harvey entrou com um processo contra a Netflix nos Estados Unidos, alegando difamação, negligência e negligência grave, pedindo uma indenização de US$ 170 milhões e afirmando que a série "destruiu sua reputação de forma cruel". A Netflix respondeu que era improvável que os espectadores associassem a personagem a Harvey. Em 27 de setembro, o juiz americano R. Gary Klausner rejeitou as alegações de negligência e o pedido de danos punitivos, mas permitiu que a acusação por difamação contra a Netflix prosseguisse. Klausner destacou que a série começa com a afirmação "esta é uma história real", o que a diferencia da peça teatral de Gadd, que dizia ser "baseada em uma história real". Ele também afirmou que a Netflix não verificou as alegações feitas por Gadd no roteiro e rejeitou a defesa da plataforma de que a personagem não poderia ser ligada a Harvey, apontando que "elas compartilham semelhanças específicas que poucas outras pessoas poderiam reivindicar". Um juiz federal marcou o início do julgamento para 6 de maio de 2025.

## Prêmios e indicações
| Prêmio                                   | Data                    | Categoria                                                                        | Recepiente(s)                                                                                     | Resultado | Ref.          |
| ---------------------------------------- | ----------------------- | -------------------------------------------------------------------------------- | ------------------------------------------------------------------------------------------------- | --------- | ------------- |
| Artios Awards                            | 12 de fevereiro de 2025 | Melhor Escolha de Elenco – Série Limitada                                        | Nina Gold e Martin Ware                                                                           | Venceu    | [ 44 ]        |
| Astra TV Awards                          | 8 de dezembro de 2024   | Melhor Série Limitada                                                            | Baby Reindeer                                                                                     | Venceu    | [ 45 ]        |
| Astra TV Awards                          | 8 de dezembro de 2024   | Melhor Ator em Série Limitada ou Telefilme                                       | Richard Gadd                                                                                      | Indicado  | [ 45 ]        |
| Astra TV Awards                          | 8 de dezembro de 2024   | Melhor Ator Coadjuvante em Série Limitada ou Telefilme                           | Tom Goodman-Hill                                                                                  | Indicado  | [ 45 ]        |
| Astra TV Awards                          | 8 de dezembro de 2024   | Melhor Atriz Coadjuvante em Série Limitada ou Telefilme                          | Jessica Gunning                                                                                   | Indicado  | [ 45 ]        |
| Astra TV Awards                          | 8 de dezembro de 2024   | Melhor Atriz Coadjuvante em Série Limitada ou Telefilme                          | Nava Mau                                                                                          | Indicado  | [ 45 ]        |
| Astra TV Awards                          | 8 de dezembro de 2024   | Melhor Direção em Série Limitada ou Telefilme                                    | Weronika Tofilska (No "Episódio 1")                                                               | Indicado  | [ 45 ]        |
| Astra TV Awards                          | 8 de dezembro de 2024   | Melhor Roteirista em Série Limitada ou Telefilme                                 | Richard Gadd                                                                                      | Venceu    | [ 45 ]        |
| British Academy Television Awards        | 11 de maio de 2025      | Melhor Minissérie                                                                | Richard Gadd, Weronika Tofilska, Petra Fried, Matt Jarvis, Ed Macdonald, e Matthew Mulot          | Indicado  | [ 46 ] [ 47 ] |
| British Academy Television Awards        | 11 de maio de 2025      | Melhor Ator em Televisão                                                         | Richard Gadd                                                                                      | Indicado  | [ 46 ] [ 47 ] |
| British Academy Television Awards        | 11 de maio de 2025      | Melhor Atriz Coadjuvante em Televisão                                            | Jessica Gunning                                                                                   | Venceu    | [ 46 ] [ 47 ] |
| British Academy Television Awards        | 11 de maio de 2025      | Melhor Atriz Coadjuvante em Televisão                                            | Nava Mau                                                                                          | Indicado  | [ 46 ] [ 47 ] |
| British Academy Television Craft Awards  | 27 de abril de 2025     | Melhor Diretor: Ficção                                                           | Weronika Tofilska                                                                                 | Venceu    | [ 48 ] [ 49 ] |
| British Academy Television Craft Awards  | 27 de abril de 2025     | Melhor Roteirista: Drama                                                         | Richard Gadd                                                                                      | Venceu    | [ 48 ] [ 49 ] |
| British Academy Television Craft Awards  | 27 de abril de 2025     | Melhor Edição: Ficção                                                            | Peter Oliver e Benjamin Gerstein                                                                  | Indicado  | [ 48 ] [ 49 ] |
| British Academy Television Craft Awards  | 27 de abril de 2025     | Melhor Som: Factual                                                              | Matthew Skelding, Tom Jenkins, Milos Stojanovic, James Ridgway, e Jack Whitelee                   | Indicado  | [ 48 ] [ 49 ] |
| Cinema Audio Society Awards              | 22 de fevereiro de 2025 | Melhor Realização em Mixagem de Som para Filmes Não Teatrais ou Séries Limitadas | Jake Whitelee, James Ridgway, e Keith Partridge (No "Episódio 7")                                 | Indicado  | [ 50 ] [ 51 ] |
| Costume Designers Guild Awards           | 6 de fevereiro de 2025  | Excelência em Televisão Contemporânea                                            | Mekel Bailey (No "Episódio 4")                                                                    | Indicado  | [ 52 ]        |
| Critics' Choice Television Awards        | 12 de janeiro de 2025   | Melhor Série Limitada                                                            | Baby Reindeer                                                                                     | Venceu    | [ 53 ]        |
| Critics' Choice Television Awards        | 12 de janeiro de 2025   | Melhor Ator Secundário em Filme ou Minissérie                                    | Richard Gadd                                                                                      | Indicado  | [ 53 ]        |
| Critics' Choice Television Awards        | 12 de janeiro de 2025   | Melhor Atriz Secundária em Filme ou Minissérie                                   | Jessica Gunning                                                                                   | Venceu    | [ 53 ]        |
| Golden Globe Awards                      | 5 de janeiro de 2025    | Melhor Minissérie ou Telefilme                                                   | Baby Reindeer                                                                                     | Venceu    | [ 54 ]        |
| Golden Globe Awards                      | 5 de janeiro de 2025    | Melhor Ator em Minissérie ou Telefilme                                           | Richard Gadd                                                                                      | Indicado  | [ 54 ]        |
| Golden Globe Awards                      | 5 de janeiro de 2025    | Melhor Atriz Coadjuvante em Televisão                                            | Jessica Gunning                                                                                   | Venceu    | [ 54 ]        |
| Golden Reel Awards                       | 23 de fevereiro de 2025 | Melhor Conquista em Edição de Som – Transmissão em Formato Curto                 | Matt Skelding, Tom Jenkins, Milos Stojanovic, Mathias Schuster, e Barnaby Smyth (No "Episódio 7") | Indicado  | [ 55 ]        |
| Golden Reel Awards                       | 23 de fevereiro de 2025 | Melhor Conquista em Edição Musical – Transmissão em Formato Curto                | Jack Sugden (No "Episódio 1")                                                                     | Indicado  | [ 55 ]        |
| GLAAD Media Awards                       | 29 de março de 2025     | Melhor Série Limitada ou Antologia                                               | Baby Reindeer                                                                                     | Venceu    | [ 56 ]        |
| Gotham TV Awards                         | 4 de junho de 2024      | Série Limitada Inovadora                                                         | Baby Reindeer                                                                                     | Venceu    | [ 57 ] [ 58 ] |
| Gotham TV Awards                         | 4 de junho de 2024      | Melhor Atuação em uma Série Limitada                                             | Richard Gadd                                                                                      | Indicado  | [ 57 ] [ 58 ] |
| Hollywood Music in Media Awards          | 20 de novembro 2024     | Melhor Supervisão Musical – Televisão                                            | Catherine Grieves                                                                                 | Indicado  | [ 59 ]        |
| Independent Spirit Awards                | 22 de fevereiro de 2025 | Melhor Nova Série de Roteiro                                                     | Richard Gadd, Wim De Greef, Petra Fried, Matt Jarvis, e Ed Macdonald                              | Indicado  | [ 60 ]        |
| Independent Spirit Awards                | 22 de fevereiro de 2025 | Melhor Atuação Principal em uma Nova Série de Roteiro                            | Richard Gadd                                                                                      | Venceu    | [ 60 ]        |
| Independent Spirit Awards                | 22 de fevereiro de 2025 | Melhor Atuação Coadjuvante em Nova Série de Roteiro                              | Nava Mau                                                                                          | Venceu    | [ 60 ]        |
| Independent Spirit Awards                | 22 de fevereiro de 2025 | Melhor Atuação Revelação em uma Nova Série de Roteiro                            | Jessica Gunning                                                                                   | Venceu    | [ 60 ]        |
| Peabody Awards                           | 1 de maio de 2025       | Entretenimento                                                                   | Uma Série Netflix / Uma Produção Clerkenwell Films                                                | Venceu    | [ 61 ]        |
| Primetime Emmy Awards                    | 15 de setembro de 2024  | Melhor Série Limitada                                                            | Richard Gadd, Wim De Greef, Petra Fried, Matt Jarvis, Ed Macdonald, e Matthew Mulot               | Venceu    | [ 62 ] [ 63 ] |
| Primetime Emmy Awards                    | 15 de setembro de 2024  | Melhor Ator Principal em Série Limitada/Antológica ou Filme                      | Richard Gadd                                                                                      | Venceu    | [ 62 ] [ 63 ] |
| Primetime Emmy Awards                    | 15 de setembro de 2024  | Melhor Ator Coadjuvante em Série Limitada/Antológica ou Filme                    | Tom Goodman-Hill (No "Episódio 4")                                                                | Indicado  | [ 62 ] [ 63 ] |
| Primetime Emmy Awards                    | 15 de setembro de 2024  | Melhor Atriz Coadjuvante em Série Limitada/Antológica ou Filme                   | Jessica Gunning (No "Episódio 1")                                                                 | Venceu    | [ 62 ] [ 63 ] |
| Primetime Emmy Awards                    | 15 de setembro de 2024  | Melhor Atriz Coadjuvante em Série Limitada/Antológica ou Filme                   | Nava Mau (No "Episódio 5")                                                                        | Indicado  | [ 62 ] [ 63 ] |
| Primetime Emmy Awards                    | 15 de setembro de 2024  | Melhor Direção para Série Limitada/Antológica ou Filme                           | Weronika Tofilska (No "Episódio 4")                                                               | Indicado  | [ 62 ] [ 63 ] |
| Primetime Emmy Awards                    | 15 de setembro de 2024  | Melhor Roteiro para Série Limitada/Antológica ou Filme                           | Richard Gadd                                                                                      | Venceu    | [ 62 ] [ 63 ] |
| Primetime Emmy Awards                    | 8 de setembro de 2024   | Melhor Elenco para Série Limitada/Antológica ou Filme                            | Nina Gold e Martin Ware                                                                           | Venceu    | [ 62 ] [ 63 ] |
| Primetime Emmy Awards                    | 8 de setembro de 2024   | Melhores Trajes Contemporâneos                                                   | Mekel Bailey e Imogen Holness (No "Episódio 4")                                                   | Indicado  | [ 62 ] [ 63 ] |
| Primetime Emmy Awards                    | 8 de setembro de 2024   | Melhor Supervisão Musical                                                        | Catherine Grieves (No "Episódio 4")                                                               | Indicado  | [ 62 ] [ 63 ] |
| Primetime Emmy Awards                    | 8 de setembro de 2024   | Melhor Edição de Imagem para Série Limitada/Antológica ou Filme                  | Peter H. Oliver e Benjamin Gerstein (No "Episódio 4")                                             | Venceu    | [ 62 ] [ 63 ] |
| Satellite Awards                         | 26 de janeiro de 2025   | Melhor Minissérie ou Telefilme                                                   | Baby Reindeer                                                                                     | Indicado  | [ 64 ]        |
| Satellite Awards                         | 26 de janeiro de 2025   | Melhor Ator em Minissérie ou Telefilme                                           | Richard Gadd                                                                                      | Indicado  | [ 64 ]        |
| Satellite Awards                         | 26 de janeiro de 2025   | Melhor Atriz em Minissérie ou Filme de Televisão                                 | Jessica Gunning                                                                                   | Indicado  | [ 64 ]        |
| Satellite Awards                         | 26 de janeiro de 2025   | Melhor Atriz Coadjuvante em uma Série, Minissérie ou Telefilme                   | Nava Mau                                                                                          | Indicado  | [ 64 ]        |
| Screen Actors Guild Awards               | 23 de fevereiro de 2025 | Melhor Ator em Minissérie ou Telefilme                                           | Richard Gadd                                                                                      | Indicado  | [ 65 ]        |
| Screen Actors Guild Awards               | 23 de fevereiro de 2025 | Melhor Atriz em Minissérie ou Telefilme                                          | Jessica Gunning                                                                                   | Venceu    | [ 65 ]        |
| Set Decorators Society of America Awards | 5 de agosto de 2024     | Melhor Conquista em Decoração/Design de um Telefilme ou Série Limitada           | Hannah Evans, Lucy Haley, e Debbie Burton                                                         | Indicado  | [ 66 ]        |
| Television Critics Association Awards    | 12 de julho de 2024     | Programa do Ano                                                                  | Baby Reindeer                                                                                     | Indicado  | [ 67 ]        |
| Television Critics Association Awards    | 12 de julho de 2024     | Melhor Conquista em Drama                                                        | Baby Reindeer                                                                                     | Indicado  | [ 67 ]        |
| Television Critics Association Awards    | 12 de julho de 2024     | Melhor Conquista em Filmes, Minisséries e Especiais                              | Baby Reindeer                                                                                     | Venceu    | [ 67 ]        |
| Television Critics Association Awards    | 12 de julho de 2024     | Melhor Programa Novo                                                             | Baby Reindeer                                                                                     | Indicado  | [ 67 ]        |
| Television Critics Association Awards    | 12 de julho de 2024     | Conquista Individual em Drama                                                    | Richard Gadd                                                                                      | Indicado  | [ 67 ]        |